# Баранов, Юрий Константинович (писатель)
Ю́рий Константи́нович Баранов (1933—2021) — русский советский писатель, прозаик, переводчик, поэт и журналист. Член (с 1998), член Правления и секретарь Союза писателей России, член Московского союза писателей. Лауреат Литературной премии «Лучшая книга 2012—2014» МСП.

## Биография
Родился 12 января 1933 года в Москве.
С 1950 по 1955 год обучался в Московском электротехническом институте связи. С 1955 по 1968 год в качестве инженера-электротехника работал в системе оборонной промышленности, участвовал в создании оружия и специальной техники. С 1968 года Ю. К. Баранов начал работать в журналистике, являлся собственным корреспондентом ТАСС, работал корреспондентом в таких газетах как: «Труд», «Голоса Родины», «Экономика и жизнь» и «Литературная газета».
Член Союза писателей России с 1998 года и член Московского союза писателей. Был членом Правления и избирался секретарём Союза писателей России от московской писательской организации. Поэтическим творчеством начал заниматься с 1953 года, в дальнейшем занимался переводами юмористических и поэтических рассказов. С 1990 года начал заниматься написанием повестей и романов. Ю. К. Баранов являлся автором десятка различных книг и сборников стихов, публицистики и прозы. Из под его пера вышли повести, романы и документальная публицистика: «Тайная власть капитала» (1984), «Одиссея генерала Яхонтова» (1988), «На подступах к улыбкам и слезам» (2007), «Шанхай по пути на ЮБЛО, или Чисто российские убийства» (2008), «Мон Руж: русские хроники» (2011); сборники стихов: «Двойная спираль» (1998), «Рокировка» (1999), «В тяжелом огне заката» (2001), «Открытым текстом» (2007) а так же трёхтомник Русские хроники (2013), где были собраны различные повести, рассказы, стихи, мемуары и исторические очерки. Поэтические и публицистические литературные произведения Ю. К. Баранова печатался в таких издательствах как: «Молодая гвардия», «Советская Россия» и «Советский писатель».
Помимо основной деятельности Баранов являлся активным участником международного славянского движения, занимался переводами литературных произведений с таких языков как: бурятский, белорусский, сербский, болгарский, чешский, английский и польский.
Скончался 13 января 2021 года в Москве на 89 году жизни.

## Оценки творчества
По словам писателя Андрея Галамага: 

Свою повесть «Шанхай по пути на ЮБЛО, или Чисто российские убийства» Юрий Баранов строит главным образом на художественном приеме, которому лучше всего соответствует понятие гротеск… Но, в отличие от непререкаемых классиков гротеска, таких как Франсуа Рабле, Гоголь, Булгаков или Кафка, у Юрия Баранова «ужасное и смешное, безобразное и возвышенное» сочетаются, на первый взгляд, вовсе не в фантастической, а в самой что ни на есть реалистической форме… Повесть Юрия Баранова могла бы произвести фурор, будь по ней снят художественный фильм. Сюжет, переработанный в сценарий, сделал бы честь таким непревзойденным мастерам киногротеска, как Квентин Тарантино и Роберт Родригес. Но что нам Голливуд, далеко Голливуд. А единственного отечественного мастера, которому была бы по силам подобная история, Алексея Балабанова с нами, увы, уже нет
Про трёхтомник Юрия Баранова «Русские хроники» в «Литературной газете»: 

Можно было бы долго смаковать цитаты из этого малого собрания сочинений Баранова, отмечать его великолепный русский язык и блестящее знание исторических событий. Но эту «ношу» мы переложим на читателей, которым повезёт раздобыть трёхтомник. К сожалению, ситуация с книгораспространением в нашей стране далеко не на высоте. Каждую легковесную фитюльку распиаренного автора вы найдёте в любом магазине, а настоящему, подлинному приходится годами пробиваться к читателю. И всё-таки Баранов продолжает писать. Его ругают или стараются не замечать. А он пишет. Копает и копает, рубит правду-матку и славит Россию. Кому-то это покажется наивным, но писатели вообще наивные люди. И чем талантливее — тем наивнее. Баранов — это не общероссийский бренд, не Сорокин, не Пелевин. Но если вам интересна Россия, то вы с удовольствием будете читать именно Юрия Баранова, а не вышеназванных личностей, лезущих из каждого утюга

## Награды
- Литературно-общественная премия «Лучшая книга 2012—2014» Московского союза писателей за трёхтомник «Русские хроники»[11]
- Лауреат XIII Международной литературной премии «Артиада России» — «За преданность литературе и художественное осмысление исторического пути России в стихах и прозе»[12]